# 拉法爾·雅尼基
拉法爾·雅尼基（波蘭語：Rafał Janicki；1992年6月5日—）是一位波蘭足球運動員。在場上的位置是後衛。他現在效力於波蘭足球甲級聯賽球隊格但斯克萊吉亞足球俱樂部。他也代表波蘭國家足球隊參賽。